# Атакора (департамент)
Атакора (фр. Atakora) — северо-западный департамент Бенина. В 1999 южная часть Атакоры была выделена в новый департамент — Донга. Административный центр — город Натитингу. Главные города — Натитингу и Тангиета.

## География

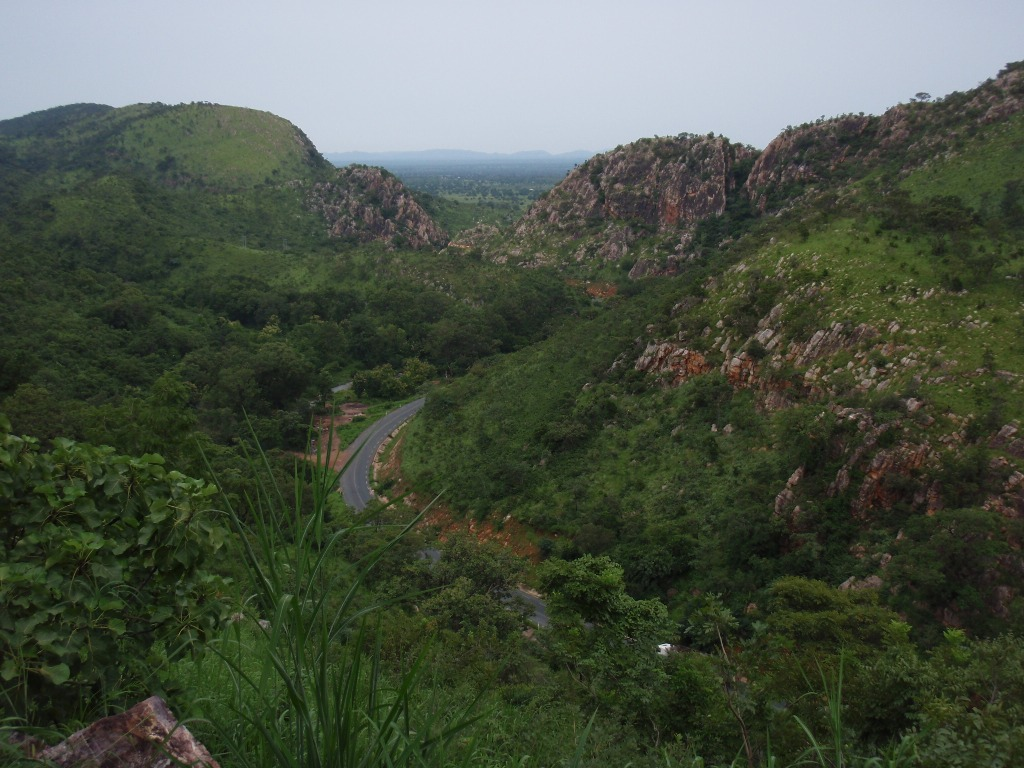
Горы в департаменте Атакора

Граничит с Того на западе и Буркина-Фасо на севере. На востоке граничит с департаментами Алибори и Боргу, на юге — с департаментом Донга. Самый гористый департамент Бенина. Здесь расположены горы Атакора, высотой до 800 м.

## Административное деление

Коммуны департамента Атакора.

Включает 9 коммун:
- Букомбе (фр. Boukombé)
- Кобли (фр. Cobli)
- Керу (фр. Kerou)
- Куанде (фр. Kouandé)
- Матери (фр. Matéri)
- Натитингу (фр. Natitingou)
- Пехунко (фр. Pehunco)
- Тангиета (фр. Tanguieta)
- Тукунтуна (фр. Toucountouna)